# (37962) 1998 HW74
1998 HW74 (asteroide 37962) é um asteroide da cintura principal. Possui uma excentricidade de 0.12215610 e uma inclinação de 7.43273º.
Este asteroide foi descoberto no dia 21 de abril de 1998 por LINEAR em Socorro.